# Еисо
Еисо (永祚) је јапанска ера (ненко) која је настала после Еиен и пре Шорјаку ере. Временски је трајала од августа 988. до новембра 990. године и припадала је Хејан периоду. Владајући монарх био је цар Ичиџо.

## Важнији догађаји Еисо ере
- 989. (Еисо 1, први месец): Цар Ичиџо посећује дом свог оца, бившег цара Енџуа који је узео ново име Конго Хо.[3]
- 989. (Еисо 1, пети месец): Разбољева се Фуџивара но Канеије и његов син Фуџивара но Мичитака, преузима послове регента у његово име. Канеије се повлачи и брије главу како би постао будистички монах.[3]
- 26. јул 989. (Еисо 2, други дан седмог месеца): Канеије умире у 62 години а његов дом постаје будистичко светилиште.[3]